# S★스파이시
S★스파이시(S★スパイシー, S★Spicy)는 스타더스트 프로모션에 소속된 일본의 여성 아이돌 그룹이다. 약칭은 에스스파(エススパ)이다.

## 개요
2009년 4월, 아오이, 쿠리타 모에, 마시타 레나, 하나가타 아야샤의 4명이 결성. 약 1개월 후의 「스타프에스 번외편 그 2」에서 피로연. 같은 예능 3부 소속되어 있으며, 모모이로 클로버(현 모모이로 클로버 Z), 시리츠에비스추가쿠, 미니치어☆베어즈 등의 평균연령이 높아, 「언니 유닛」이라고 평가했다. 최초기의 S★스파이시 이후 활동 휴지 기간을 두고, S★스파이시 1, S★스파이시 2와 멤버 구성을 바꾸어 현재에 이른다. 주로 도쿄에서 활동했고, 최근에는 미니치어☆베어스(~ 2014년 2월)나 KAGAJO☆4S(~ 2014년 2월)와 공동으로 행사 개최가 중심이었지만, 두 그룹의 해산에 따른 관 공연, 단독 공연도 늘고 있다.
2018년 12월 21일, 그룹 해체을 발표해, 2019년 3월 21일에 시부야 CLUB QUATTRO에서 10주년 기념 라스트 라이브를 끝으로 해체.

## 구성원
- 쿠리타 모에(栗田 萌, 1988년 11월 23일(36세)), 지바현 출신 - 최연장자
- 마츠오 야스카(松尾 寧夏, 1991년 8월 26일(33세)), 가나가와현 출신 - 최연소, 전 KAGAJO☆4S 멤버

### 전 구성원
- 아오이(葵, 1989년 2월 15일(36세)), 도쿄도 출신 - 현재는 여배우, 모델로 활동.
- 마시타 레나(真下 玲奈, 1989년 2월 21일(36세)), 사이타마현 출신 - 현재는 여배우, 모델로 활동.
- 히나가타 아야샤(花形 綾沙, 1988년 7월 10일(36세)), 도쿄 도 출신

## 음반

### 싱글
| 순서 | 타이틀                                 | 의미                               | 발매일           | 최고순위 | 비고                               |
| ---- | -------------------------------------- | ---------------------------------- | ---------------- | -------- | ---------------------------------- |
| 1    | エキゾチックスパイス                   | 이그조틱 스파이스                  | 2010년 12월 26일 | -        | 라이브 한정 발매 S★스파이시 명의   |
| 2    | おひとりサマー〜話がご破算になっても〜 | 혼자 서머 ~이야기가 백지화 되어도~ | 2013년 7월 21일  | -        | 이벤트 한정 발매 S★스파이시 1 명의 |
| 3    | 恋泥棒は左利き                         | 사랑 도둑은 왼손잡이               | 2013년 12월 7일  | -        | 이벤트 한정 발매 S★스파이시 2 명의 |
| 4    | SGC★スパイシー                         | SGC★스파이시                       | 2014년 12월 10일 | 180      |                                    |
| 5    | がけっぷち音頭                         | 벼랑 음두                          | 2015년 10월 28일 | 64       |                                    |

### 컴필레이션 앨범
- 「Lantis presents「スタ☆コレ」」 (2009년 8월 14일)
  - "少女迷路でつかまえて"를 수록.

## 출연

### 텔레비전
- 부활 오레 저녁놀 JUMP! (2014년 1월 15일 ~ 9월 17일, J:COM 채널 도호쿠)